# ماتياس أوغستين
ماتياس أوغستين (بالألمانية: Matthias Augustin) (و. 1950 – م) هو عالم عقيدة، وأستاذ جامعي، من ألمانيا، ولد في مايسن.